# ボリス・ポノマリョフ
ボリス・ニコライエヴィチ・ポノマリョフ（ロシア語: Бори́с Никола́евич Пономарёв、1905年1月17日 - 1995年12月21日）は、ソビエト連邦の政治家、歴史家、理論家である。国際共産主義運動やソビエト連邦共産党史の分野で大きな役割を果たした。

## 経歴
ザライスク生まれ。1919年ソビエト連邦共産党入党、1920年コムソモールで活動。1926年モスクワ大学卒業、1932年赤色教授学院卒業。1934年-1936年モスクワ州党委員会付属歴史研究所所長。1937年コミンテルン執行委員会で活動。マルクス＝レーニン主義研究所所長代理、ソビエト連邦閣僚会議付属情報部長、1955年ソビエト連邦共産党中央委員会国際部長、1956年党中央委員などを歴任し、1961年党書記に就任。1962年ソ連科学アカデミー会員。1972年5月ソ連共産党政治局員候補となった。1986年、引退し年金生活に入った。ソビエト連邦の崩壊後、モスクワで死去。

## 家族
- イリヤ・ポノマリョフ - モスクワ生まれのロシアの国家院議員であり、実業家でもある。かつてはロシア大統領メドヴェージェフが委員長を務める小委員会の議長も歴任したものの、2014年以降、ウクライナに忠誠を誓うようになり、ロシアによる侵攻後は自由ロシア軍団の司令官となり、ロシア西部のクルスク州とベルゴロド州に侵攻し、ロシアの都市内で武力的破壊活動を行っている。

## 著作

### 単著
- プログレス出版所訳『レーニンと世界の革命 : 著作集』（プログレス社会政治新書）駿台社、1980年
- 国際関係研究所訳『世界共産主義運動の今日的諸問題 : 1979-1981年論文集』協同産業出版部、1981年
- 人見淳訳『今日の共産主義 : 世界の変革運動とソ連の立場』サイマル出版会、1984年

### 編著
- 早川徹訳『ソヴェト連邦共産党史』上・下巻、読売新聞社、1971年-1972年